# Jerome Rothenberg

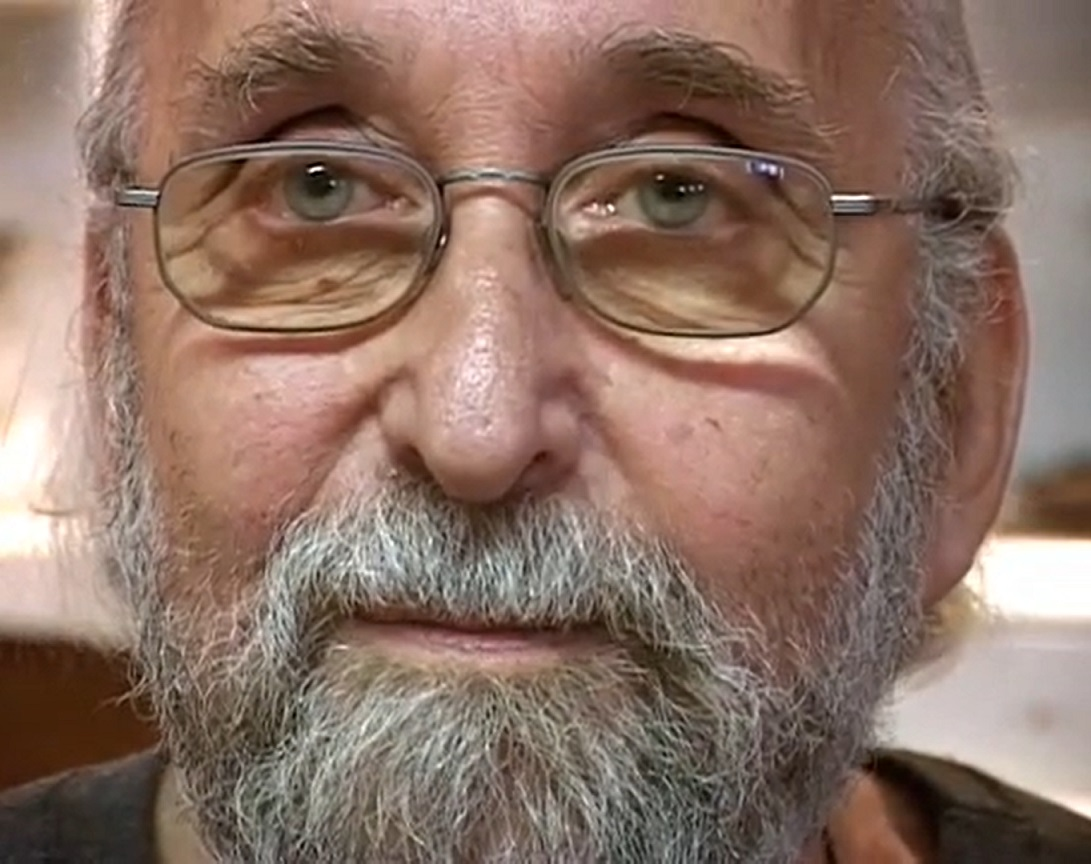
Jerome Rothenberg, 2009

Jerome Rothenberg (* 11. Dezember 1931 in New York City; † 21. April
2024) war ein US-amerikanischer Autor, Übersetzer, Dichter und Ethnopoet.

## Leben und Werk
Jerome Rothenberg wurde als Sohn von Morris Rothenberg und Estelle Lichtenstien Rothenberg geboren und wuchs in New York City auf. Er war der Vater von Matthew Rothenberg. Er studierte bis 1952 am City College of New York und bekam 1953 den Master für Literatur an der University of Michigan. Von 1953 bis 1955 verrichtete er den Militärdienst in der United States Army in Mainz. Anschließend nahm er ein Studium an der Columbia University auf, welches er 1959 beendete. Er gründete die Hawk's Well Press, New York und war dort von 1959 bis 1964 Verleger und Herausgeber.
„Ethnopoetics“/Ethnopoesie ist ein Wort, welches Jerome Rothenberg prägte und mit dem die Schnittstelle zwischen Poesie, Linguistik, Anthropologie und Ethnologie gemeint ist. „Alcheringa“, die erste Zeitschrift für Ethnopoesie, die von 1970 bis 1980 erschien, wurde von ihm gegründet. Rothenberg arbeitete zusammen mit den Anthropologen Dennis Tedlock und Dell Hymes und den Poeten Gary Snyder und Nathaniel Tarn.
In den späten 1950ern veröffentlichte er die ersten englischen Übersetzungen von Gedichten von Paul Celan, Günter Grass und Ingeborg Bachmann. In seinem Buch Writing Through übersetzt er Gedichte von Celan, Lorca, Nezval, Schwitters, Picasso und Gomringer.
Seit 1960 war Jerome Rothenberg Gastprofessor an zahlreichen amerikanischen Universitäten, dem Mannes College of Music, der Binghamton University, der University of Wisconsin–Milwaukee, der The New School, der San Diego State University, der University of Southern California, der University of California, Riverside und der University at Albany, The State University of New York. Als Professor für Bildende Kunst und Literatur war er bis zu seiner Emeritierung an der San Diego State University tätig. Bis 1972 lebte er in New York City, zog dann in die Allegany Reservation in Cattaraugus County im Bundesstaat New York und später nach San Diego.
An der documenta 8 nahm Rothenberg mit Der Dada–Ton (mit Bertram Turetzky, 62 min, 1986) und dem Hörspiel des Bibers (mit Charles Morrow, 36 min, 1984) teil, die beide vom Westdeutschen Rundfunk Köln produziert wurden. Hörspiel des Bibers ist eine Hommage an seine künstlerischen Vorläufer Hugo Ball (1886–1927), Francis Picabia (1879–1953), Kurt Schwitters (1887–1948) und Tristan Tzara (1896–1963). Das Hörspiel besteht aus Jerome Rothenbergs Gedichten an diese vier Dada-Künstler, verbunden durch seine eigene Biografie, seine Stimme, Dada–Zitate, Horse Songs der Seneca Indianer (er war selbst Mitglied des Biber–Clans), literarische Zitaten aus seinen lautpoetischen Werken und den Jiddischen Liedern seiner Vorfahren.

## Auszeichnungen (Auswahl)
Guggenheim-Stipendium, National Endowment for the Arts; 1994 und 1996 PEN Oakland/Josephine Miles Literary Award; zwei PEN Center USA Preise für Übersetzung; 2007 San Diego Public Library’s Local Author Lifetime Achievement Award und 2011 die Medalla al Mérito Literario